# Калачі
Калачі́ (каз. Калачи) — село у складі Єсільського району Акмолинської області Казахстану. Входить до складу Красногорської селищної адміністрації.
Населення — 276 осіб (2021; 647 у 2009, 814 у 1999, 1042 у 1989).
Національний склад станом на 1989 рік:
- росіяни — 44 %.